# Карновичи
Карновичи (пол. Karnowicz, укр. Карновичі) — русские дворянские роды, разного происхождения.
Петр, из фамилии Берштейн-Карнович, венгерский дворянин. При бракосочетании польского королевича (впоследствии Сигизмунд II) с Елизаветою, дочерью короля Венгерского Фердинанда, в 1543 году вызван на польскую службу и пожалован деревнями.
Фамилия Карновичей получила свое название от г. Карнова, владетели которого в 1440 году уступили свои княжеские права маркграфам бранденбургским за 14.000 серебряных марок, а сами с фамильным прозванием Карновичей переселились в Венгрию.
1) Родоначальником первого рода Карновичей был Антон Васильевич Карнович, знатный войсковой товарищ и Почеповский городовой атаман (1690/95) в украинском казачьем войске, за военные заслуги в 1674 году получил слободки Малую Деременку и Малошевскую. Присягнул на верность царю Алексею Михайловичу (08 января 1654).
2) Из другого рода Карновичей происходил Степан Ефимович Карнович, генерал-майор голштинской службы, бригадир русской службы, любимец Петра III, был пожалован в 1761 году в графы герцогства Шлезвиг-Голштинского, но ни он, ни его потомки этим титулом не пользовались. С. Е. Карнович владел 345 крестьянскими дворами в Малороссии, а 13 марта 1762 года император Петр III пожаловал ему в Ярославской губернии дворцовую Холмецкую волость, состоявшей из 3 сел и 19 деревень.
- его сын Степан Степанович (Большой) - адъютант первого ярославского губернатора А. П. Мельгунова, надворный советник, владелец сельца Седельницы Борисоглебского района Ярославской губернии;
- Пётр Степанович (1788-1859) и Дмитрий Степанович (1789-1866) - внуки С. Е. Карновича, выпускники 2-го кадетского корпуса, подпоручики понтонного артиллерийского полка, участники русско-турецкой войны 1806-1812 гг. и Отечественной войны 1812 г., в частности боя при Шевардино[2];

- ещё один внук С. Е. Карновича, Ефим Степанович (1793—1855) — помещик Ярославской губернии, передовой сельский хозяин своего времени, коллежский асессор.
- Пётр и Николай Петровичи - прапорщик и портупей-юнкер л.-гв. Финляндского полка. В сражении под Красным (1812) захватили багаж маршала Даву, включая маршальский жезл и мундир. Жезл хранится в Казанском соборе, а мундир был передан матерью Карновичей в ризницу церкви села Холм-Агарево для изготовления священнического облачения[2].
- правнук Евгений Петрович (1823 или 1824—1885) — сын Петра Петровича, русский писатель, историк, журналист.
- пра-правнучка Ольга Валериановна Палей (рожд. Карнович; 1865—1929) — вторая жена великого князя Павла Александровича.

Род Карновичей внесён в VI часть родословной книги Ярославской, Курской, Черниговской и Тульской губерний, по определению Сената (от 11 октября 1860 и 16 апреля 1863).
3) Третий род Карновичей происходит от Терентия Карновича, украинского войскового товарища (1680), и внесён во II часть родословной книги Киевской, Полтавской и Тульской губерний.
Николай Петрович Карнович, поручик лейб-гвардейского Финляндского полка, взял в сражении (06 ноября 1812)  при Красном, жезл наполеоновского маршала Даву, который хранится в Казанском соборе С-Петербурга.

## Описание герба
Высочайше утвержденный герб Карновичей следующий: в серебряном щите княжеская шапка, из которой выходят три зеленых кленовых листа, в первую, во вторую и в третью части щита. Щит увенчан дворянскими шлемом и короною. Нашлемник - княжеская шапка и три кленовых листа, расположенные как в гербе. Намёт: зелёный, подложен серебром (Высочайшая грамота, дана 10 апреля 1864 года камер-юнкеру Денису Гавриловичу Карновичу).